# 多斑僧伽羅油鯰
多斑僧伽羅油鯰，為輻鰭魚綱鯰形目長鬚鯰科的其中一種，分布於南美洲巴西Xingu河流域，棲息在河川底水域，屬肉食性，生活習性不明。